# Manuel Alonso
Manuel Alonso de Areizaga (San Sebastián, 12 de novembro de 1895 - 11 de outubro de 1984) foi um tenista espanhol. 